# Circuit automobile des Ardennes
Pour les articles homonymes, voir Circuit des Ardennes.

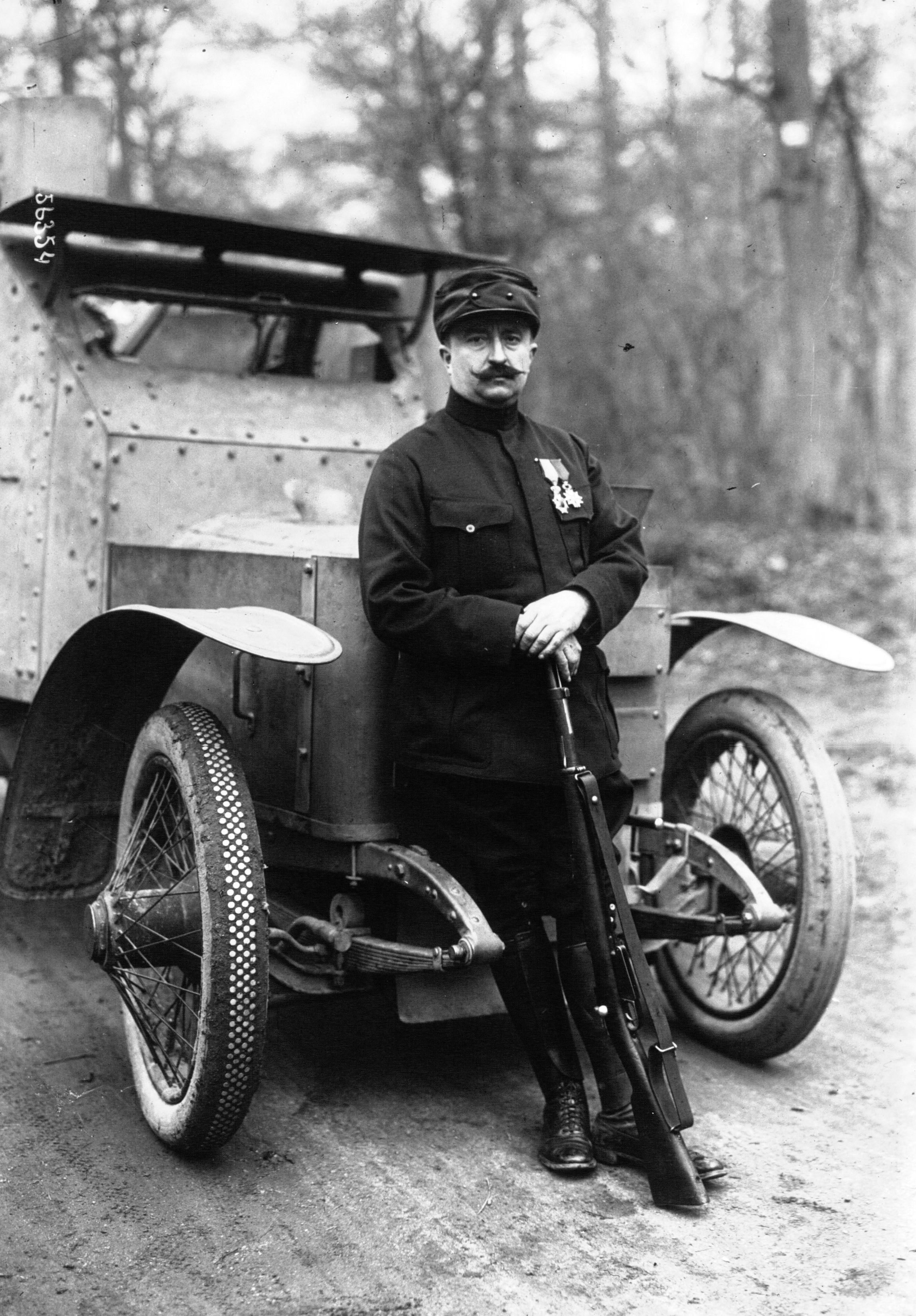
Le baron Pierre de Crawhez, initiateur du Circuit, et vainqueur de la deuxième édition de celui-ci. Photo 1915.

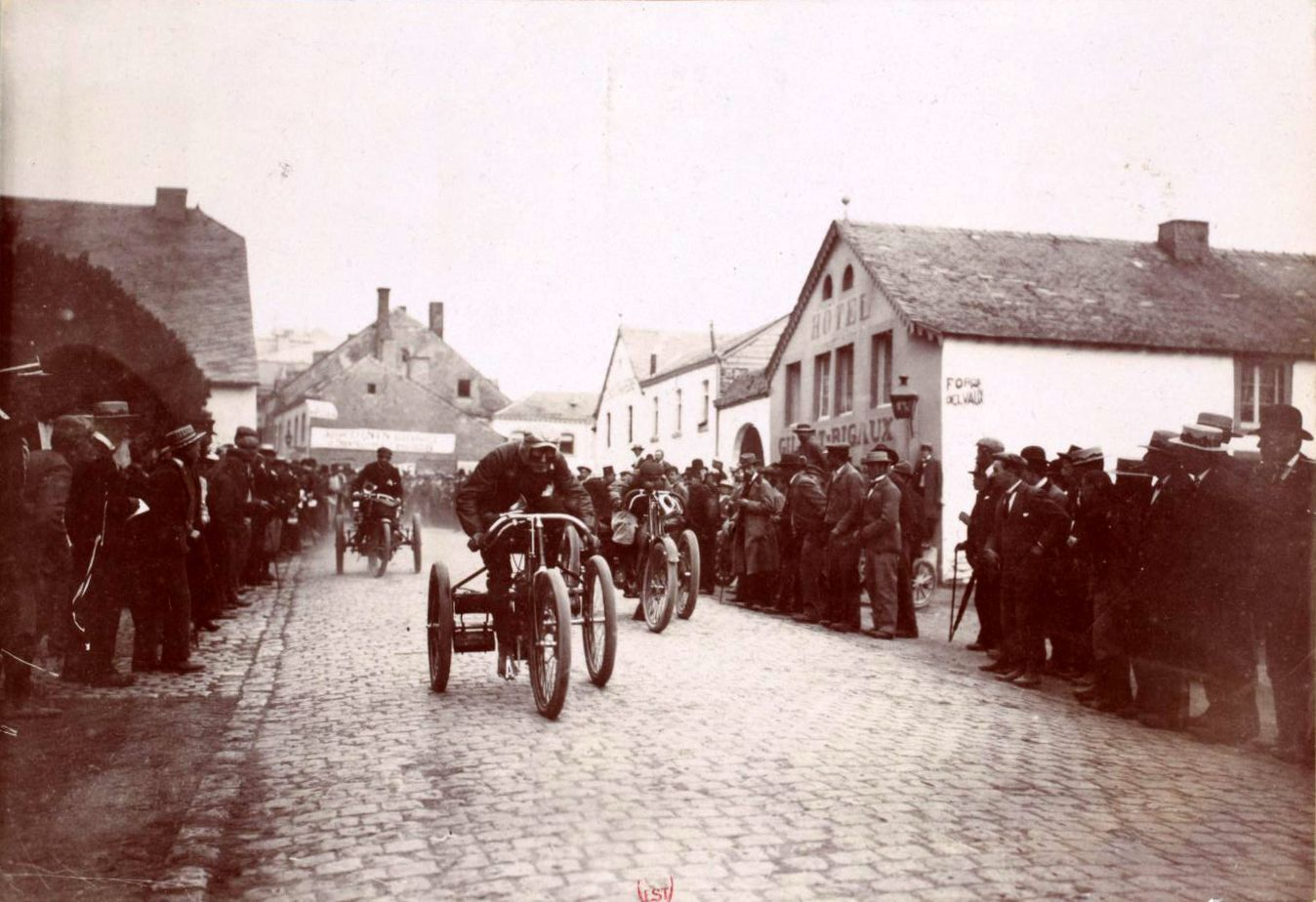
Circuit des Ardennes 1902. « Tricycles ».

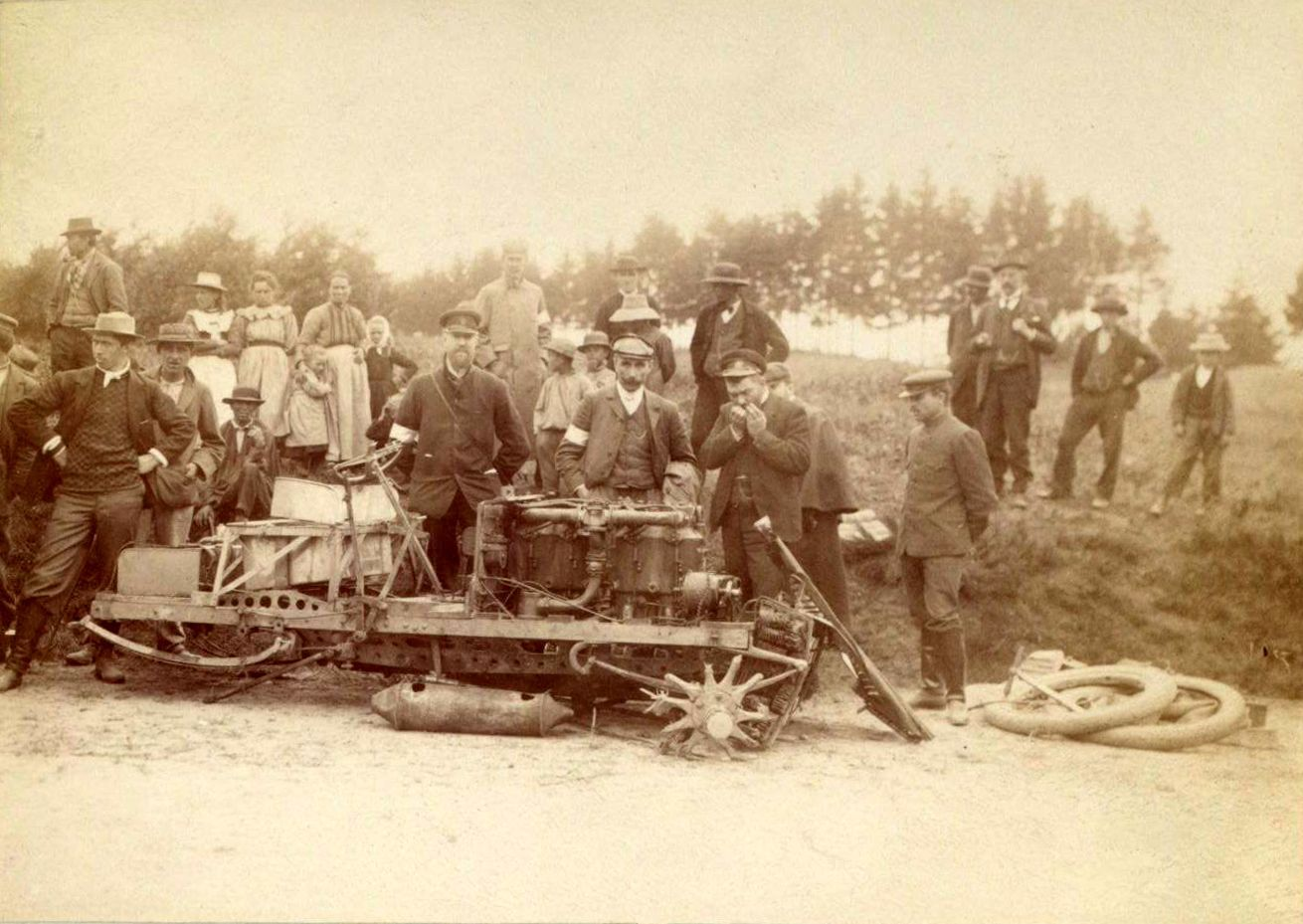
Circuit des Ardennes 1902. Jenatzy devant les débris de sa voiture accidentée.

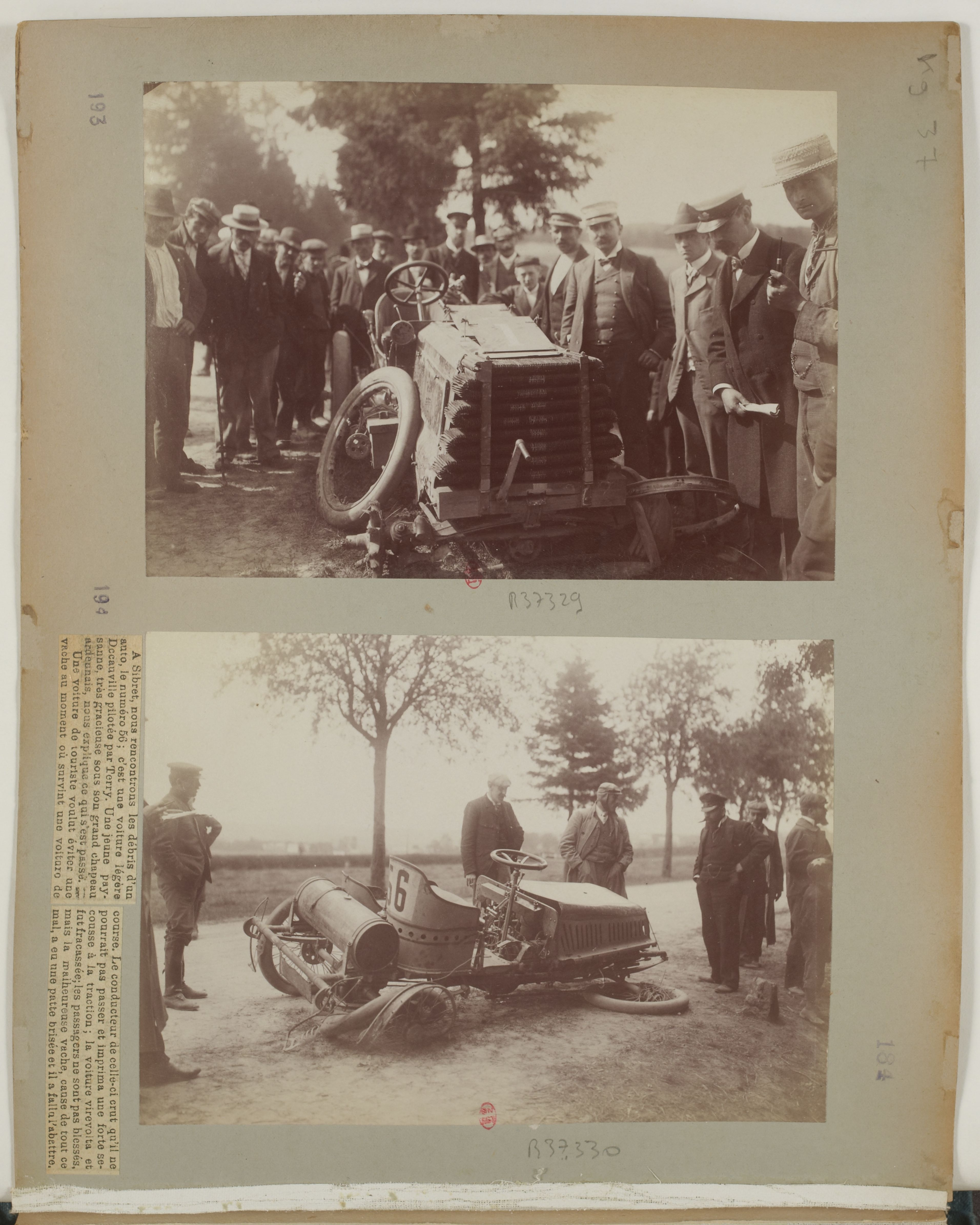
Circuit des Ardennes 1902. Débris de voiture accidentée, pilotée par Terry.

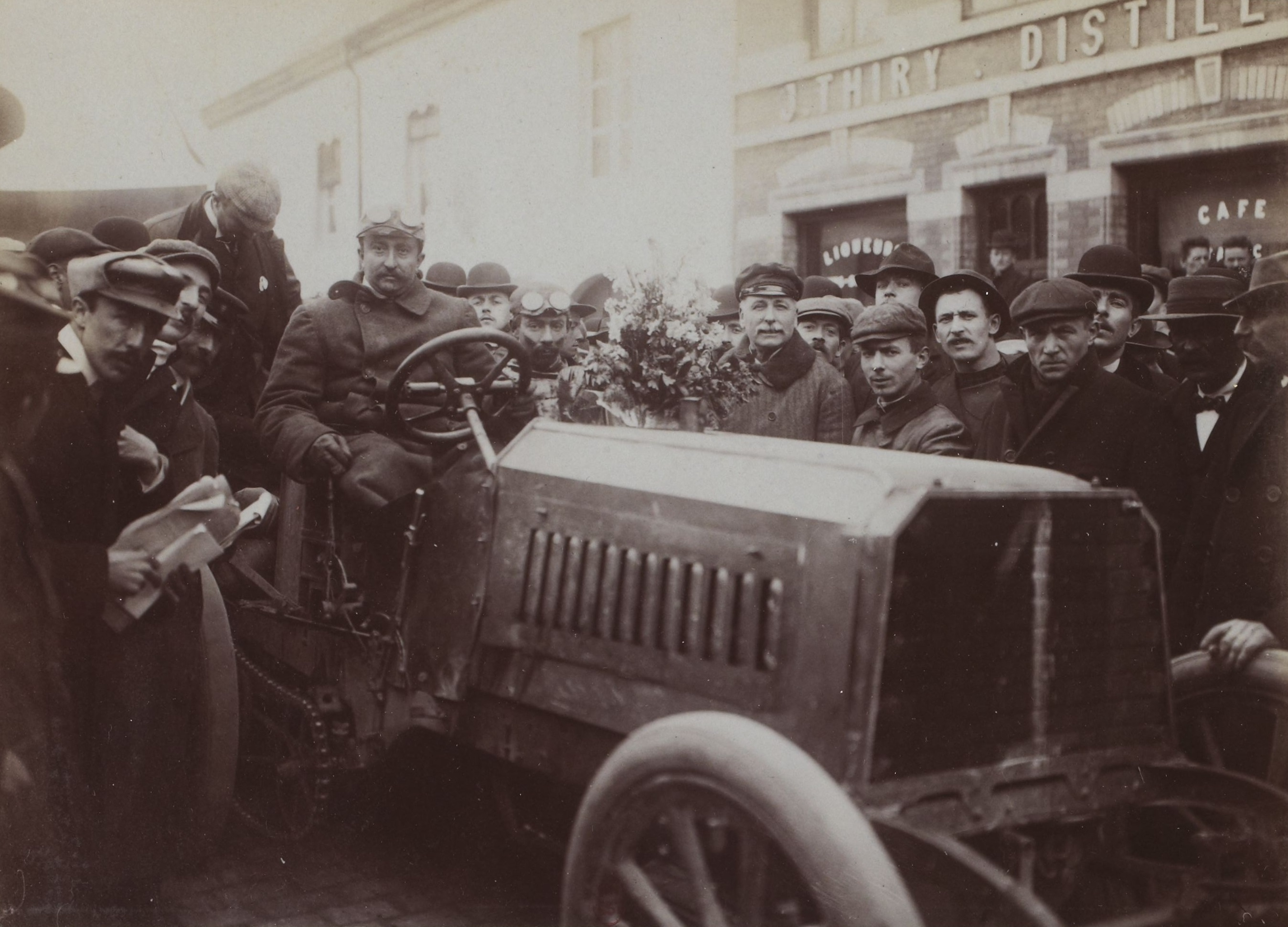
Pierre de Crawhez, vainqueur du Circuit des Ardennes en juin 1903.

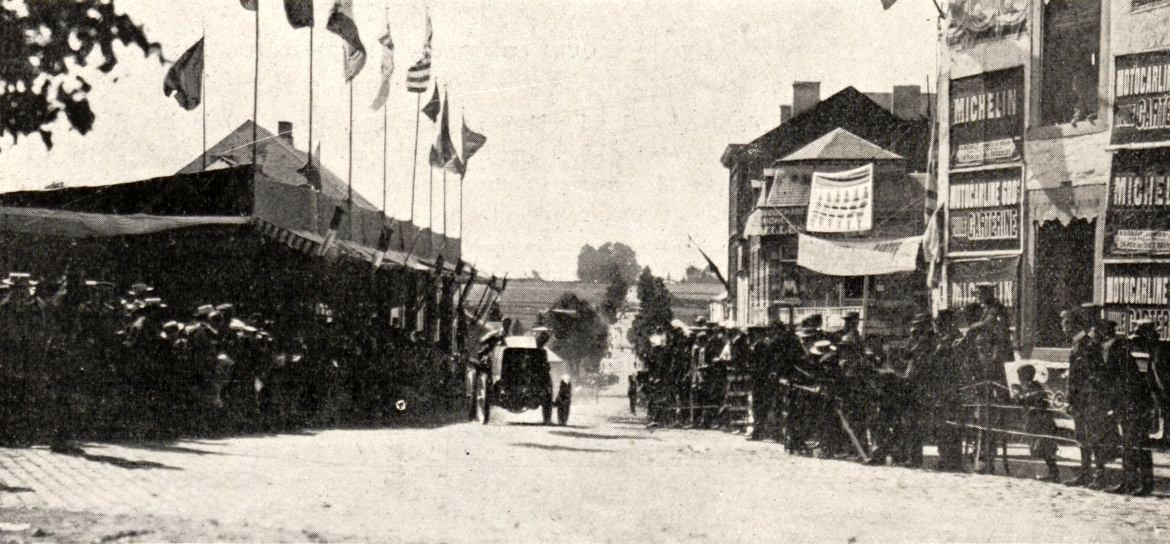
Arrivée de George Heath, vainqueur du Circuit des Ardennes 1904, au contrôle de Bastogne.

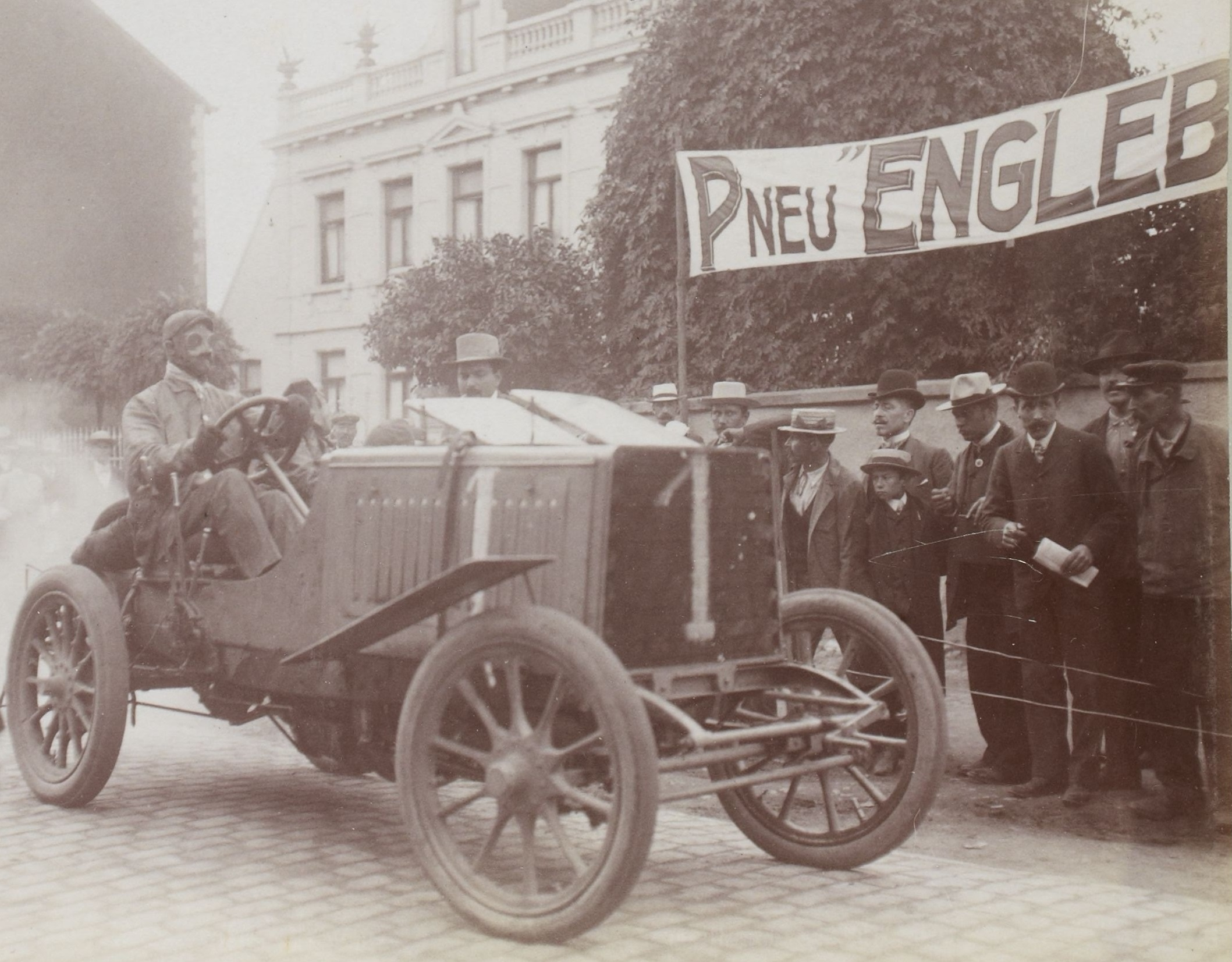
Heath sur la ligne d'arrivée (1904).

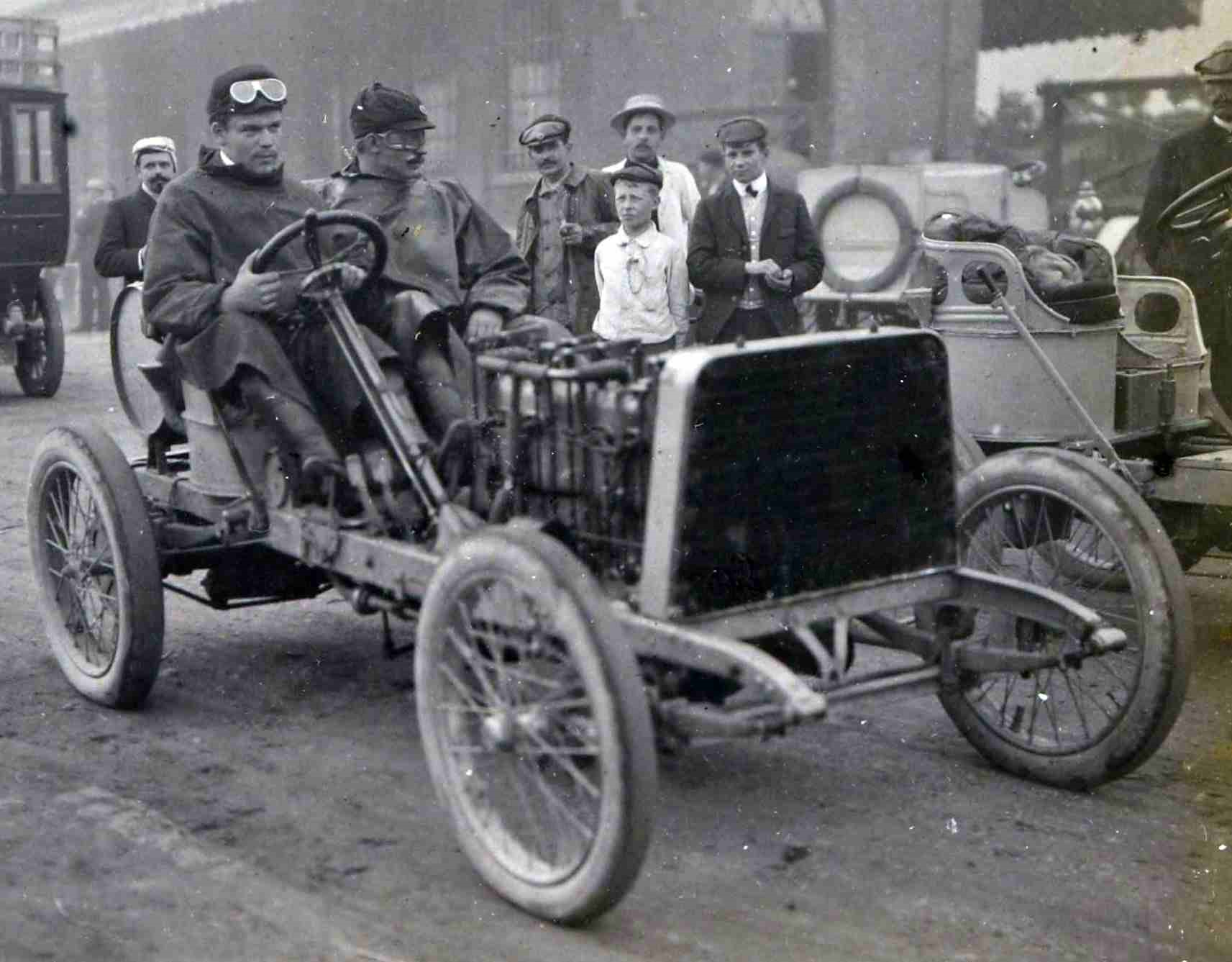
Victor Hémery, vainqueur du Circuit des Ardennes 1905 sur Darracq.

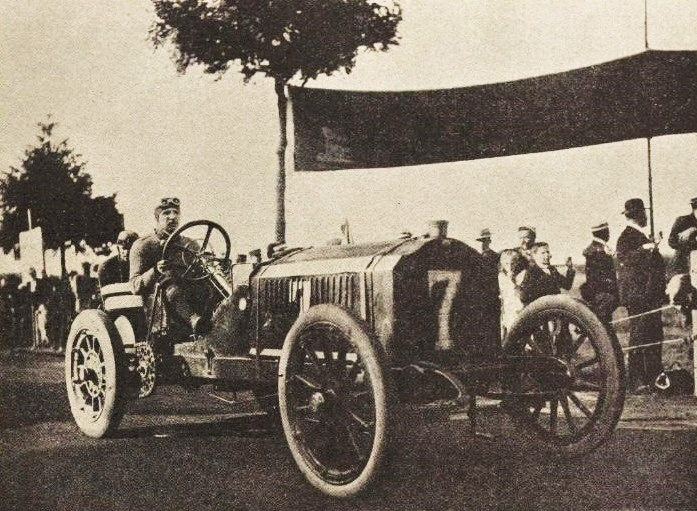
Arthur Duray, vainqueur du circuit des Ardennes 1906 avec la Lorraine-Dietrich.

Le Circuit des Ardennes est une course annuelle de véhicules motorisés (automobiles, voiturettes et motocycles à deux ou trois roues) créée par le baron Pierre de Crawhez et organisée au départ de la ville de Bastogne en Belgique, de 1902 à 1907.
Il s'agit de la toute première épreuve de ce genre disputée sur circuit routier fermé. Les épreuves se disputaient jusque-là d'une ville à l'autre, mais les accidents trop nombreux, tels que ceux survenus lors de la course Paris-Madrid en 1903, feront progressivement abandonner la formule, au profit du rallye balisé – dont le Circuit des Ardennes fait figure de prototype –, et du circuit dédié.

## Histoire
L'événement est organisé par l'Automobile-Club de Belgique (à l'initiative de son Président Pierre de Crawhez, l'un des trois barons pilotes automobiles en 1897,).
La première édition a lieu le jeudi 31 juillet 1902. Les participants sont répartis en cinq catégories, selon le type de véhicule : voitures « lourdes », voitures légères, voiturettes, motocycles et motocyclettes. L'itinéraire relie Bastogne, Longlier, Hamipré et Habay-la-Neuve pour revenir ensuite à Bastogne, formant une boucle de 85,400 km, à parcourir six fois pour les voitures et deux fois pour les motocycles. Le baron de Crawhez est le premier à prendre le départ, suivi de cinquante-cinq autres concurrents, qui se lancent l'un après l'autre toutes les minutes. Contrairement à ce que l'on pouvait craindre, la course ne connaît que peu d'accidents, le plus grave étant, lors du premier tour, celui de Jenatzy, dont l'un des pneumatiques éclate, et qui s'en sort par miracle avec quelques écorchures. Trente-trois pilotes parviennent à boucler le parcours. Le vainqueur, catégorie « voitures lourdes », est le Britannique Jarrott qui, à bord de sa Panhard & Levassor, termine l'épreuve – 512,400 km en tout – en 5 h 53 min 39 s, soit à une moyenne de 86,700 km/h. Rigolly remporte la catégorie « voitures légères », au volant d'une Gobron-Brillié.
La deuxième édition a lieu le lundi 22 juin 1903. L'interruption forcée de la désastreuse course Paris-Madrid, un mois auparavant, fait en sorte que l'on s'intéresse de plus en plus au Circuit, dont l'itinéraire est identique à celui de la première édition.

## Vainqueurs du Circuit des Ardennes
| Année | Vainqueur           | Constructeur       | Formule     | Résultats |
| ----- | ------------------- | ------------------ | ----------- | --------- |
| 1902  | Charles Jarrott     | Panhard & Levassor | Grand Prix  | Résultats |
| 1903  | Pierre de Crawhez   | Panhard & Levassor | Grand Prix  | Résultats |
| 1904  | George Heath        | Panhard & Levassor | Grand Prix  | Résultats |
| 1905  | Victor Hémery       | Darracq            | Grand Prix  | Résultats |
| 1906  | Arthur Duray        | Lorraine-Dietrich  | Grand Prix  | Résultats |
| 1907  | Pierre de Caters    | Mercedes           | Grand Prix  | Résultats |
| 1907  | John Moore-Brabazon | Minerva            | Kaiserpreis | Résultats |

## Commémorations
Le souvenir du Circuit des Ardennes donne lieu dans la région de Bastogne, à partir de 2002, année du centenaire de la création du Circuit, à des rassemblements d'« ancêtres » automobiles. La manifestation, depuis, se tient tous les trois ans.

## Circuit des Ardennes françaises
Un autre « Circuit des Ardennes », mais des Ardennes françaises celui-là, auquel prennent part entre autres Clément, Duray, Gabriel et Hanriot, et remporté par Théry, s'est tenu en Champagne-Ardenne en 1904.

## Rallye automobile du Circuit des Ardennes
Un autre rallye « Circuit des Ardennes » puis « Rallye des Ardennes », mais de vitesse, auquel prennent part les principaux pilotes belges est en fait l'un des plus anciens rallyes de Belgique.
Il se dispute dans la région de Dinant.
Cette épreuve a compté pour le championnat de Belgique, d'Europe, et maintenant pour celui de la Communauté Française de la spécialité.
Victoires : 
9×	Snijers Patrick;
6×	Staepelaere Gilbert;
3×	Bouche Xavier;
3×	Duez Marc;
2×	Boon Matthias;
2×	Hacquin Georges;
2×	Munster Bernard;
2×	Nokin Paul;
1×	Bertinchamps Pierre-Yves;
1×	Bodson Yannick;
1×	Bonjean David;
1×	Bouvy;
1×	Brink Peter;
1×	"Carlos";
1×	Collard Olivier;
1×	"Didi";
1×	Croes David;
1×	de Jong Bert;
1×	de Mevius Grégoire;
1×	Deferm Hubert;
1×	Desy;
1×	Droogmans Robert;
1×	Dumont Jean-Louis;
1×	Hansen Lionel;
1×	Loix David;
1×	Mayné Jean-Claude;
1×	Moortgat Rudolf;
1×	Philippart;
1×	Steffansson Berndt-Inge;
1×	Theunissen Rocco;
1×	Tsjoen Pieter;
1×	"Pedro";
1×	Van Craenenbroeck Stefan;
1×	van de Wauwer Jean-Pierre;
1×	Vandezande Michel;
1×	Wyngaerts.

### Liens externes

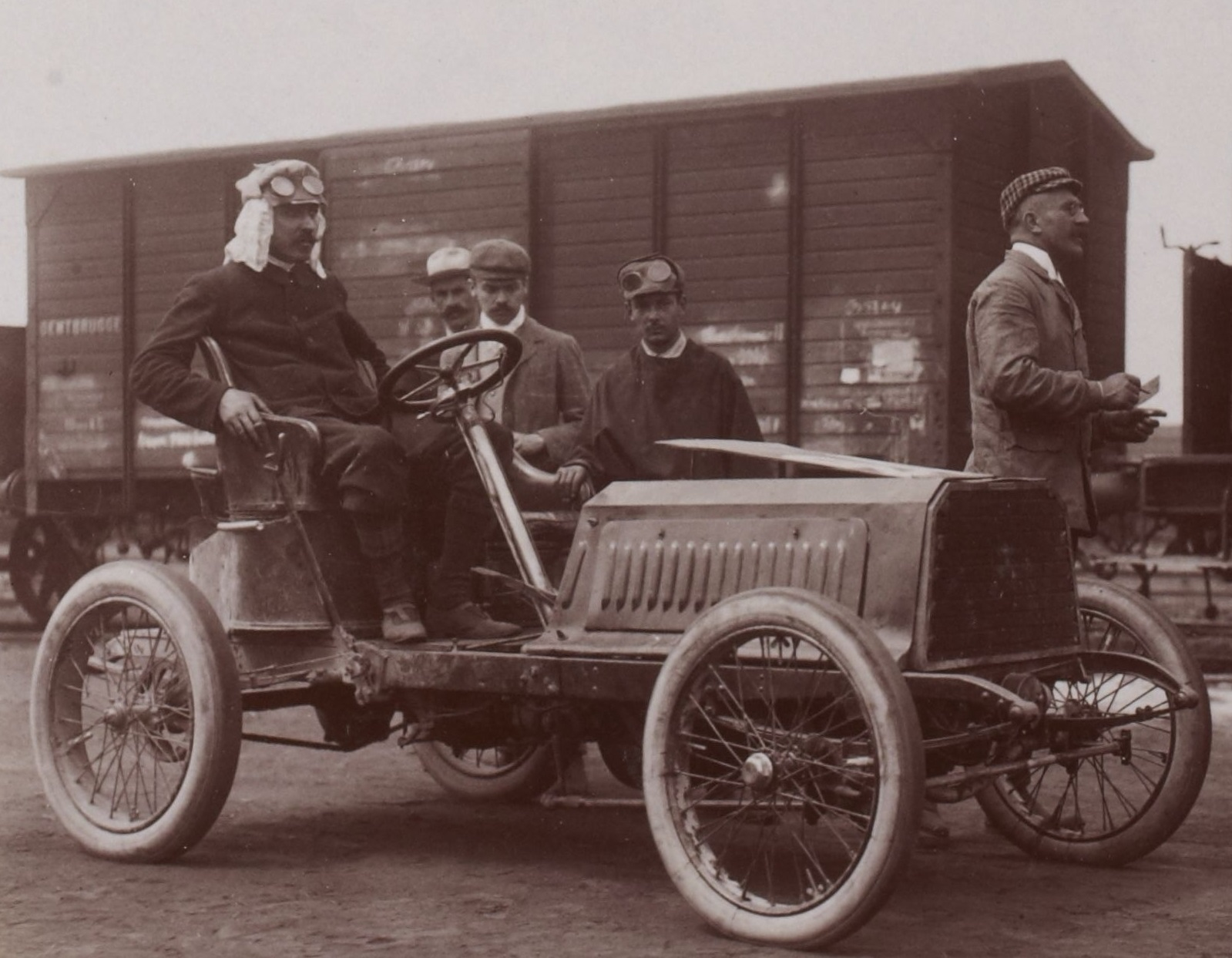
Le Capitaine H. Genty de la Touloubre, premier des voiturettes au Circuit des Ardennes 1904 sur Darracq (gare de Bastogne, avant le départ).

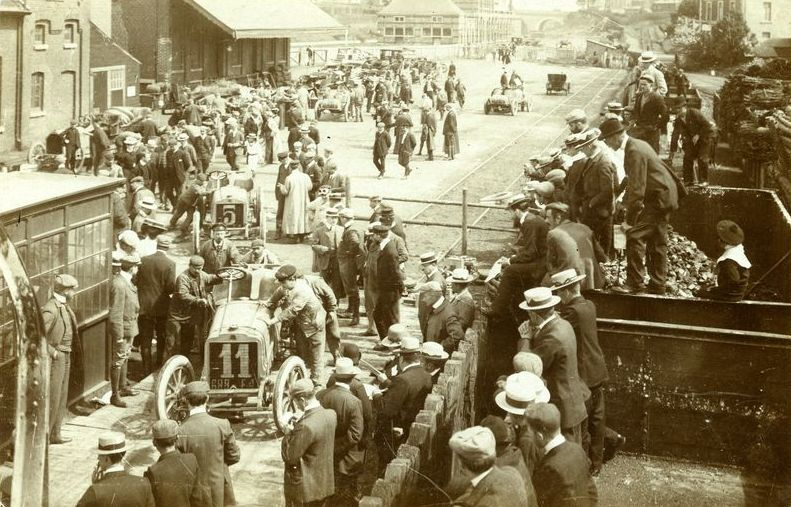
Bastogne, Circuit des Ardennes 1906. Voitures au stand.